# Laminacauda tristani
Laminacauda tristani é uma espécie de aranhas araneomorfas da família Linyphiidae.  Esta espécie foi descrita pela primeira vez em 1985, pelo biólogo Millidge.